# Salto de esqui nos Jogos Olímpicos de Inverno de 2002
O salto de esqui nos Jogos Olímpicos de Inverno de 2002 consistiu de três eventos, realizados no Utah Olympic Park, em Salt Lake City, nos Estados Unidos.

## Medalhistas
Masculino
| Evento                                  | Ouro                                                                     | Prata                                                                             | Bronze                                                              |
| --------------------------------------- | ------------------------------------------------------------------------ | --------------------------------------------------------------------------------- | ------------------------------------------------------------------- |
| Pista normal individual (K90) detalhes  | Simon Ammann SUI Suíça                                                   | Sven Hannawald GER Alemanha                                                       | Adam Małysz POL Polônia                                             |
| Pista longa individual (K120) detalhes  | Simon Ammann SUI Suíça                                                   | Adam Małysz POL Polônia                                                           | Matti Hautamäki FIN Finlândia                                       |
| Pista longa por equipes (K120) detalhes | Sven Hannawald Stephan Hocke Michael Uhrmann Martin Schmitt GER Alemanha | Matti Hautamäki Veli-Matti Lindström Risto Jussilainen Janne Ahonen FIN Finlândia | Damjan Fras Primoz Peterka Robert Kranjec Peter Žonta SLO Eslovênia |

## Quadro de medalhas
| Ordem | País          | Medalha de ouro | Medalha de prata | Medalha de bronze |   |
| ----- | ------------- | --------------- | ---------------- | ----------------- | - |
| 1     | SUI Suíça     | 2               |                  |                   | 2 |
| 2     | GER Alemanha  | 1               | 1                |                   | 2 |
| 3     | FIN Finlândia |                 | 1                | 1                 | 2 |
| 3     | POL Polônia   |                 | 1                | 1                 | 2 |
| 5     | SLO Eslovênia |                 |                  | 1                 | 1 |
| TOTAL | TOTAL         | 3               | 3                | 3                 | 9 |